# Aechmea mariae-reginae
Espèce
Classification phylogénétique
Aechmea mariae-reginae est une espèce de plantes à fleurs de la famille des Bromeliaceae qui se rencontre en Amérique centrale, du Honduras au Costa Rica.

## Synonymes
- Aechmea gigas E.Morren ex C.H.Wright[1] ;
- Aechmea lalindei Linden & Rodigas[1] ;
- Pothuava mariae-reginae (H.Wendl.) L.B.Sm. & W.J.Kress[1].

## Distribution
L'espèce se rencontre au Honduras, Nicaragua et Costa Rica.

## Description
L'espèce est épiphyte.